# Samfya
Samfya es una ciudad situada en la provincia de Luapula de Zambia. Es el centro del distrito de Samfya. La ciudad está situada en la costa sur-occidental del lago Bangweulu. Samfya tiene playas de arena blanca.